# Ilhota
Ilhota är en kommun i Brasilien.   Den ligger i delstaten Santa Catarina, i den södra delen av landet, 1 200 km söder om huvudstaden Brasília. Antalet invånare är 12 356.
I omgivningarna runt Ilhota växer i huvudsak städsegrön lövskog. Runt Ilhota är det ganska tätbefolkat, med 100 invånare per kvadratkilometer.